# الحركة الانتقالية
الحركة الانتقالية في الفيديو، هي تقنية تستخدم في المرحلة الاخيرة من صناعة الفيلم (ما بعد الانتاج)، وهي مرحلة المونتاج، بحيث يتم تركيب المشاهد المكونة من لقطات، يتم استخدام الحركة الانتقالية، عادة يتم استخدامها لايصال شعور أو حالة معينة، كمرور الوقت، أو تقسيم احداث القصة. والحركات الانتقالية الرئيسية هي: قطع – مسح – تلاشي.

## الحركات الانتقالية بين اللقطات
كل فيلم سواء كان تصوير حقيقي، أو رقمي مثل الرسوم المتحركة المكونة من رسومات يدوية، كل هذا بفعل المونتاج بحيث يتم تجميع اللقطات ولصقها مع بعضها البعض لتكوين فيلم متكامل بحيث يتم استخدام الحركات الانتقالية بين كل لقطة والاخرى.

## قطع
الأكثر استخداما في الحركات الانتقالية، يتم تركيب لقطتين بدون أي تأثير انتقالي بينهما بحيث يكون قطع مباشر من لقطة إلى لقطة أخرى.

## المونتاج المتوازي
فيه تتداخل لقطات لحدثين مختلفين في المكان ومتوازيين في الزمان لخلق تأثير درامى قوى عن طريق استغلال رابط فكرى خفى أو ظاهر بين اللقطات، حيث تتقدم على شكل متبادل في شكل فيه تصعيد للدراما ممكن ان يضيف عمق ودلالة خاصة.

## تلاشي أو ظهور واختفاء تدريجي
تتلاشى اللقطة من اللون الأسود ثم تبدأ بالظهور أو تتلاشى اللقطة تدريجيا إلى الأسود، واحيانا يتم استخدام التلاشي بين لقطتين بحيث تتلاشى اللقطة الأولى إلى اللون الأسود وتبدأ اللقطة الأخرى بالظهور تدريجيا من الأسود إلى الصورة.

## دمج
يشبه التلاشي تقنيا لكن الاختلاف هو انه عندما تبدأ اللقطة الأولى بالتلاشي تبدأ اللقطة الأخرى بالظهور في اللحظة نفسها، وعندما تتلاشى اللقطة الأولى بالكامل تكون قد ظهرت اللقطة الأخرى بالكامل.

## مسح
يتم المسح من اعلى الصورة إلى اسفلها أو العكس أو من إحدى جوانبها أو زواياها أو منتصفها وغيرها الكثير من الاشكال بحيث تجعل ظهور اللقطات متكامل.